# Amygdaline
Amygdaline is een glycoside dat voorkomt in onder meer bittere amandelen, evenals in de pitten van kersen, appels, pruimen, perziken en abrikozen. Ook in cassave zitten veel van deze glycosiden die voor gebruik uitgewassen moeten worden.
Amygdaline werd in 1830 ontdekt door de Franse wetenschappers Robiquet en Boutron-Charlard. Al vanaf het midden van de 19e eeuw is amygdaline verschillende malen onderzocht geweest als middel tegen kanker, maar werd toen te giftig bevonden.
Amygdaline wordt na orale inname gehydrolyseerd tot prunasine en glucose door spijsverteringsenzymen in het maag-darmkanaal en prunasine wordt vervolgens verder afgebroken tot mandelonitril. Onder invloed van enzymen, geproduceerd door bacteriën in het maag-darmkanaal, wordt mandelonitrile vervolgens verder omgezet. Dit kan via drie verschillende wegen plaatsvinden waarbij onder andere benzaldehyde en cyanide worden gevormd. Hierbij spelen de volgende enzymen dan een rol, en afhankelijk van welk van de drie wegen, worden ze telkens genoemd in de groep die in een van de drie wegen actief zijn: (1) bètaglucosidase, (2) prunasinelase en hydroxynitrilyase, (3) bètaglucosidase en UDP-glucuronosyltransferase, het lysosomaal enzym bètaglucosidase, en hydroxynitrilyase. Het vrijkomen van cyanide en benzaldehyde in het laatste stadium is afhankelijk van een van de drie soorten isomeren die gevormd worden. Het voert echter te ver om de stereochemische eigenschappen van de drie isomeren uiteen te zetten en de verschillende reacties die elk kan teweegbrengen. Bij orale inname van 2 gram zuivere amygdaline ontstaat ademnood door zuurstofgebrek.
Wanneer amygdaline rechtstreeks in het lichaam geïnjecteerd wordt, heeft het weinig toxiciteit. Orale inname kan wel toxisch zijn, omdat bètaglucosidase in de darmen aanwezig is.

## Laetrile
In de jaren vijftig van de twintigste eeuw was Ernst Krebs ervan overtuigd dat kanker net zoals scheurbuik een gebreksziekte was en wel van de nitrilosiden, natuurlijke cyanidebevattende stoffen die sterk vertegenwoordigd zijn in de zaden van abrikozen, perziken, amandelen, appels en andere planten in de rozenfamilie. Amygdaline is een belangrijke vertegenwoordiger van deze groep. Hij baseerde zijn veronderstelling op onderzoek bij volkeren die nooit kanker kregen en die veel van deze stoffen in hun dieet hadden. Hij noemde deze groep van stoffen vitamine B17 omdat ze volgens hem tot het B-complex hoorden. Hij bracht vervolgens een gemodificeerde, semisynthetische vorm van amygdaline op de markt onder de naam laetrile.
Claims dat de stof effectief zou zijn tegen kanker zijn onjuist gebleken.